# 中野重美
中野 重美（なかの しげみ、1909年（明治42年）10月5日 - 1991年（平成3年）8月9日）は、広島県広島市出身の実業家。中国電力副社長、中国電気工事（中電工）社長、広島商工会議所会頭などを務めた。

## 経歴
1909年広島市に生まれる。旧制修道中学校（現：修道中学校・高等学校）、旧制第六高等学校を経て、京都帝国大学法学部を卒業。「打倒広島一中」を掲げて修道中学に蹴球部が創部されたのは大正13年（1924年）で、修道蹴球部（サッカー部）が生んだ最初の名選手で、六高ー京都帝大でサッカー部黄金時代を築いた。京都大学時代に第10回極東選手権競技大会のサッカー日本代表に選出された（就職の都合上辞退）。1934年広島市役所に入庁。1936年広島電機（現：中国電力）に入社。同社営業部長、労務部長、理事、常務取締役を経て副社長に就任。1975年中国電気工事（現：中電工）に移り代表取締役社長に就任。1982年会長になる。その間、広島総合警備保障、広島ホームテレビの取締役、広島商工会議所会頭、広島経済同友会顧問など多くの公職を歴任した。また広島県体育協会副会長、広島県サッカー副会長などを務め、当地のスポーツ振興に尽力した。